# Szemerédi Endre

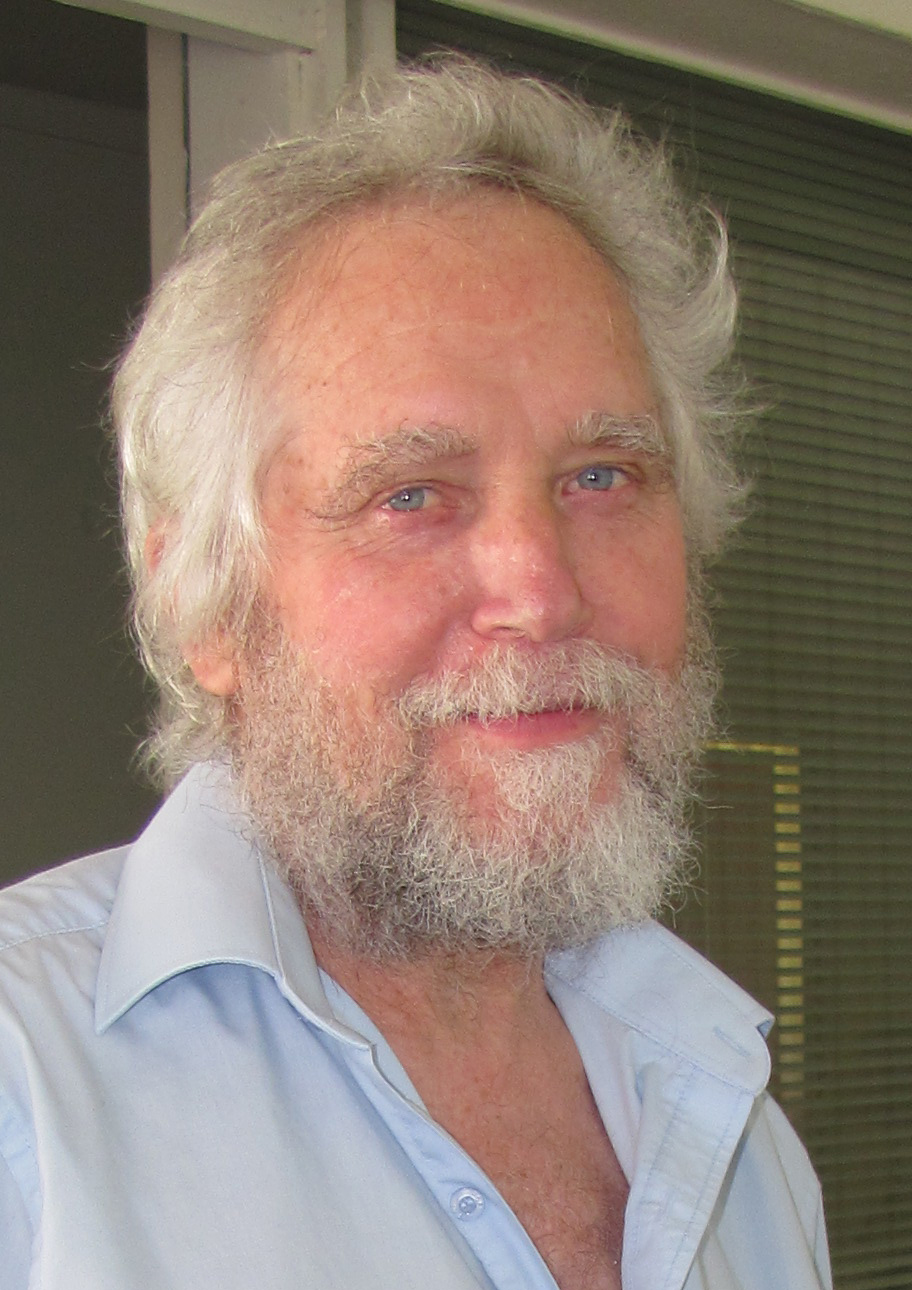
Szemerédi Endre

Szemerédi Endre (Budapest, 1940. augusztus 21. –) a Magyar Szent István-renddel kitüntetett, Abel- és Széchenyi-díjas magyar matematikus, egyetemi tanár, a Magyar Tudományos Akadémia rendes tagja. Nemzetközi tudományos ismertségre tett szert kombinatorikai, számelméleti és algoritmuselméleti kutatásaival, eredményeivel. Legjelentősebb eredményét 1975-ben érte el, amikor Erdős Pál és Turán Pál egyik sejtését bizonyította, miszerint minden pozitív felső sűrűségű sorozat tartalmaz tetszőleges hosszú számtani sorozatot. 1990-től a Rutgers Egyetem számítógép-tudományi tanszékének egyetemi tanára. A Rényi Alfréd Matematikai Kutatóintézet professor emeritusa.

## Életpályája
Gimnáziumi tanulmányait a mai sashegyi Arany János Általános Iskola és Gimnáziumban végezte. 1960-ban kezdte meg egyetemi tanulmányait az Eötvös Loránd Tudományegyetem Természettudományi Karának matematika–fizika szakán. Itt szerzett középiskolai tanári diplomát 1965-ben. Az egyetemen Erdős Pál és Hajnal András voltak legfontosabb tanárai. A diploma megszerzése után az MTA Rényi Alfréd Matematikai Kutatóintézet (2019-től Rényi Alfréd Matematikai Kutatóintézet) tudományos munkatársaként kapott állást. Emellett 1967 és 1970 között levelező aspiráns volt Moszkvában Iszrail Mojszejevics Gelfandnál. (Ez egy tévedés eredménye volt; Szemerédi valójában Alexander Oszipovics Gelfond tanítványa szeretett volna lenni.) Hazatérése után tudományos főmunkatársként, később tudományos tanácsadóként dolgozott, majd kutatóprofesszori megbízást kapott. Az 1980-as évektől különböző amerikai egyetemeken volt vendégkutató, vendégprofesszor: Columbia Egyetem, Rutgers Egyetem. 1990-ben utóbbi intézmény számítógép-tudományi tanszékén kapott egyetemi tanári megbízást.
1970-ben védte meg Moszkvában a matematikai tudomány kandidátusi, később Budapesten akadémiai doktori értekezését. Az MTA Matematikai Bizottságának lett tagja. 1982-ben megválasztották a Magyar Tudományos Akadémia levelező, 1987-ben pedig rendes tagjává. 2010-ben a National Academy of Sciences (Amerikai Nemzeti Akadémia) hazai tagjává választották. Akadémiai tisztségei mellett a Bolyai János Matematikai Társulat tagja, valamint az Acta Mathematica, a Studia Mathematicarum, a Combinatorica, illetve a Discrete Mathematics szerkesztőbizottságába is bekerült.

## Munkássága
- Nevezetes, nagy port felvert eredménye Erdős és Turán sejtésének bizonyítása: minden pozitív felső sűrűségű sorozat tartalmaz tetszőleges hosszú számtani sorozatot. Ehhez fogalmazta meg és igazolta a regularitási lemmát, ami fontos eszközzé vált a nagy gráfok kutatásában.
- Erdős sejtését igazolva bebizonyította, hogy egy n-tagú számtani sorozatban legfeljebb {\displaystyle o(n)} négyzetszám lehet.
- A. D. Korsunov és Pósa Lajos eredményét megjavítva, Komlós Jánossal igazolja, hogy ha egy G véletlen gráf n szögponttal és

éllel, ahol c rögzített valós szám, akkor annak valószínűsége, hogy G tartalmaz Hamilton-kört, tart a következő értékhez:
- Hajnal Andrással bebizonyította Erdős sejtését: ha egy véges gráfban minden pont foka kisebb k-nál, akkor a gráf egyenletesen kiszínezhető k színnel, azaz úgy, hogy a színosztályok mérete legfeljebb 1-gyel tér el egymástól.
- W. T. Trotterrel igazolta Erdős Pál egy sejtését, eszerint m pont és n egyenes között a síkban legfeljebb {\displaystyle O(m^{2/3}n^{2/3}+m+n)} illeszkedés lehet.
- Ruzsa Z. Imrével igazolta azt a tényt, hogy ha {\displaystyle f(n)} jelöli az n ponton kiválasztható 3 elemű részhalmazok maximális számát, amire nincs hat pont, amely 3 kiválasztott halmazt tartalmaz, akkor

- Ajtai Miklóssal és Komlós Jánossal bebizonyította, hogy van olyan Sidon-sorozat, amelynek n-ig legalább {\displaystyle c(n\log n)^{1/3}} eleme van alkalmas c>0-val.
- Ajtai Miklóssal és Komlós Jánossal igazolta a {\displaystyle R_{2}(3,n)=O(n^{2}/\log n)} Ramsey-számokra vonatkozó becslést.

## Díjai, elismerései
- Rényi-díj (1973)
- Pólya-díj (1975)
- MTA Matematikai Díj (1978)
- Akadémiai Díj (1979)
- Leroy P. Steele-díj (2008)
- Rolf Schock-díj (2008)
- Széchenyi-díj (2012)
- Abel-díj (2012)
- Prima díj (2012)
- A Magyar Érdemrend nagykeresztje (2013)[2]
- Magyar Szent István-rend (2020)

## Főbb publikációi
- On Sets of Integers Containing no Four Elements in Arithmetic Progression (1969)
- Proof of a Conjecture of P. Erdos, Combinatorial Theory and its Applications, II (Hajnal Andrással, 1969)
- Hamilton Cycles in Random Graphs, Infinite and Finite Sets (Komlós Jánossal, 1973)
- On Sets of Integers Containing no k Elements in Arithmetic Progression (1975)
- Triple Systems with no Six Points Carrying Three Triangles (Ruzsa Z. Imrével, 1978)
- A Note on Ramsey Numbers (társszerző, 1980)
- A Dense Infinite Sidon Sequence (társszerző, 1981)
- A Lower Bound for Heilbronn’s Problem (társszerző, 1982)
- Extremal Problems in Discrete Geometry (társszerző, 1983)
- Undirected Connectivity in O(log^1.5 n) Space (társszerző, 1992)
- Blow-up Lemma (társszerző, 1997)
- Proof of a Conjecture of Bollobas and Eldridge for Graphs of Maximum Degree Three (társszerző, 2003)